# Reuven Dafni
Reuven Dafni (em hebraico:  ראובן דפני; nascido Ruben Kandt; 1913 em Zagreb - 2005 em Israel) foi um oficial britânico e soldado das forças especiais durante a guerra, e soldado e diplomata de Israel. Ele também foi um dos fundadores do kibutz Ein Gev e diretor assistente de longa data do centro memorial Yad Vashem.

## Vida pregressa
Dafni nasceu em 11 de novembro de 1913, em Zagreb, no que era então a região amplamente autônoma da Croácia-Eslavônia, na Áustria-Hungria. Ele veio de uma família educada que era croata e judia; ele tinha dois irmãos. Ao final da Primeira Guerra Mundial, a região foi unida à Sérvia, para formar o Reino da Iugoslávia.
No início da década de 1930, Dafni estudava em Viena, onde seu pai era diplomata: era um atleta entusiasta, membro do sindicato estudantil e ativista do movimento juvenil sionista.
Em 1936, Dafni emigrou para o Mandato da Palestina, então sob administração britânica, e tornou-se um dos fundadores do kibutz Ein Gev.

## Serviço de guerra
Em 1940, ele pegou em armas contra os nazistas e alistou-se no Exército Britânico. Serviu na Campanha da Grécia e na Batalha de Creta, bem como na Campanha do Norte de África.
Em 1942, foi criado um novo Regimento da Palestina, e Dafni foi um dos seus soldados. Ele também se ofereceu para treinamento em operações especiais.
Em meados de março de 1944, junto com vários outros agentes, Dafni foi lançado de pára-quedas atrás das linhas inimigas na Iugoslávia ocupada. Encontrou-se com os partisans do Marechal Tito e manteve-os em contacto com os Aliados Ocidentais; ele passou seis meses na Croácia.
Por seu serviço de guerra, o Sargento-mor da Companhia Dafni foi reconhecido com uma menção em despachos (MiD). Ele também foi comissionado como oficial.

## Pós-guerra

### Erets Israel
Após a guerra ele retornou ao seu kibutz, mas em 1946, como membro da Haganah, Dafni foi aos Estados Unidos para arrecadar fundos e comprar armas para a defesa do Yishuv; um de seus colaboradores foi Bugsy Siegel. Dafni retornou aos Estados Unidos em 1948, agora ajudando a arrecadar fundos para o recém-criado Estado de Israel.

### Diplomata
Em 1948, também foi nomeado primeiro cônsul israelense em Los Angeles. De 1953 a 1956, serviu como cônsul-geral de Israel na cidade de Nova Iorque. Mais tarde, também serviu como cônsul-geral em Bombaim, na Índia, e também serviu como embaixador no Quênia (1969 a 1973) e na Tailândia.

### Yad Vashem
Durante 13 anos, de 1983 a 1996, Dafni atuou como assistente de direção, em Jerusalém, do Yad Vashem: o memorial oficial de Israel às vítimas do Holocausto.

## Vida familiar
Dafni era casado com Rina (nascida Grossman) com quem teve dois filhos, um filho, Yoram, e uma filha, Avital. Mais tarde, o casal se divorciou e Dafni se casou novamente duas vezes.